# Landesgartenschau Deggendorf 2014
Die Landesgartenschau Deggendorf fand von April bis Oktober 2014 unter dem Motto „Tauch ein und blüh auf!“ im Areal zwischen der Deggendorfer Altstadt und der Donau statt. Die Donau stand im Zentrum der auch als Donaugartenschau titulierten Landesgartenschau – als Lebens- und Naturraum sowie als verbindendes Element zwischen den Kulturen Bayerns, Böhmens und Osteuropas.

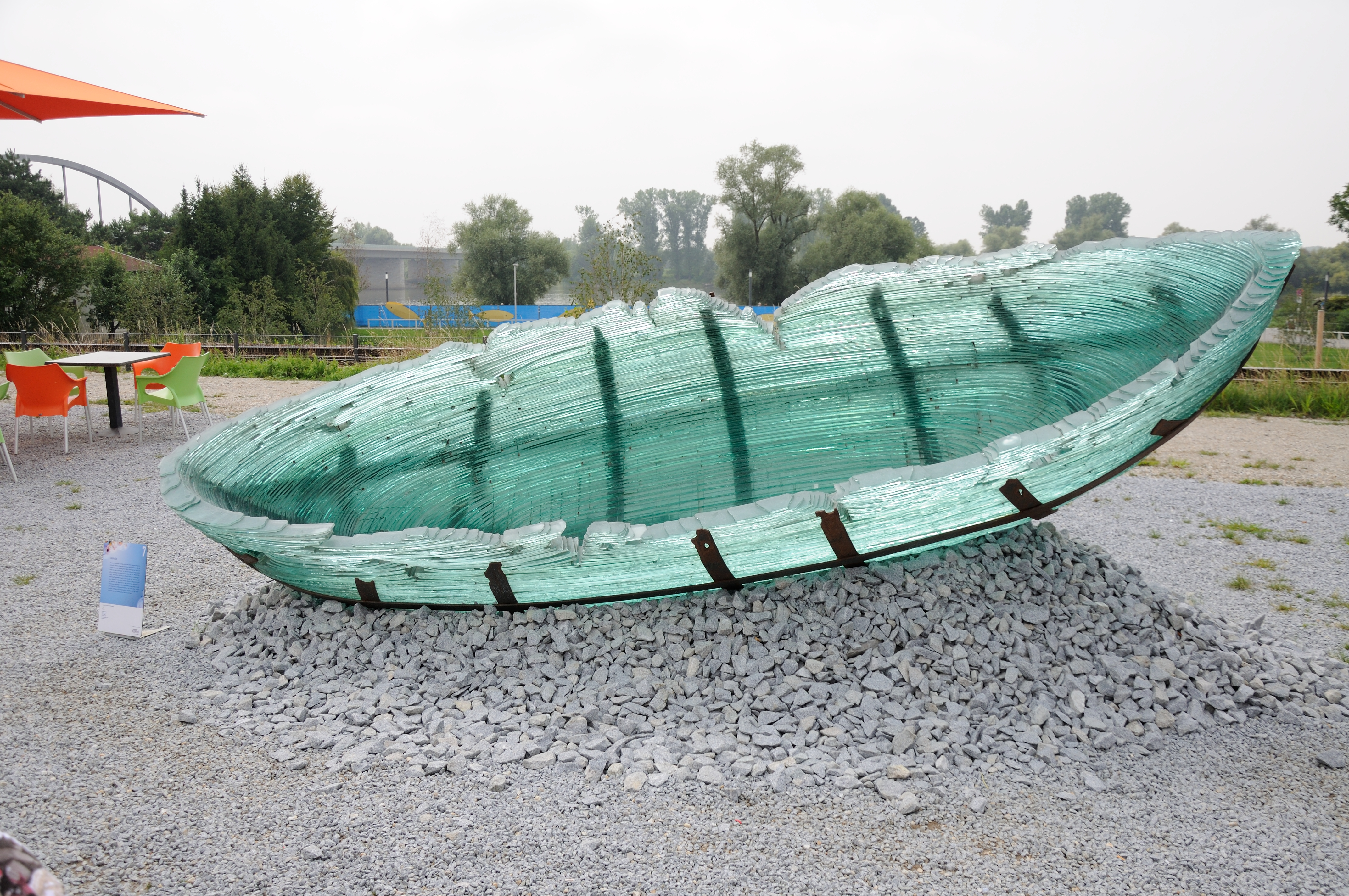
Glasschiff

## Ausstellungsbereiche

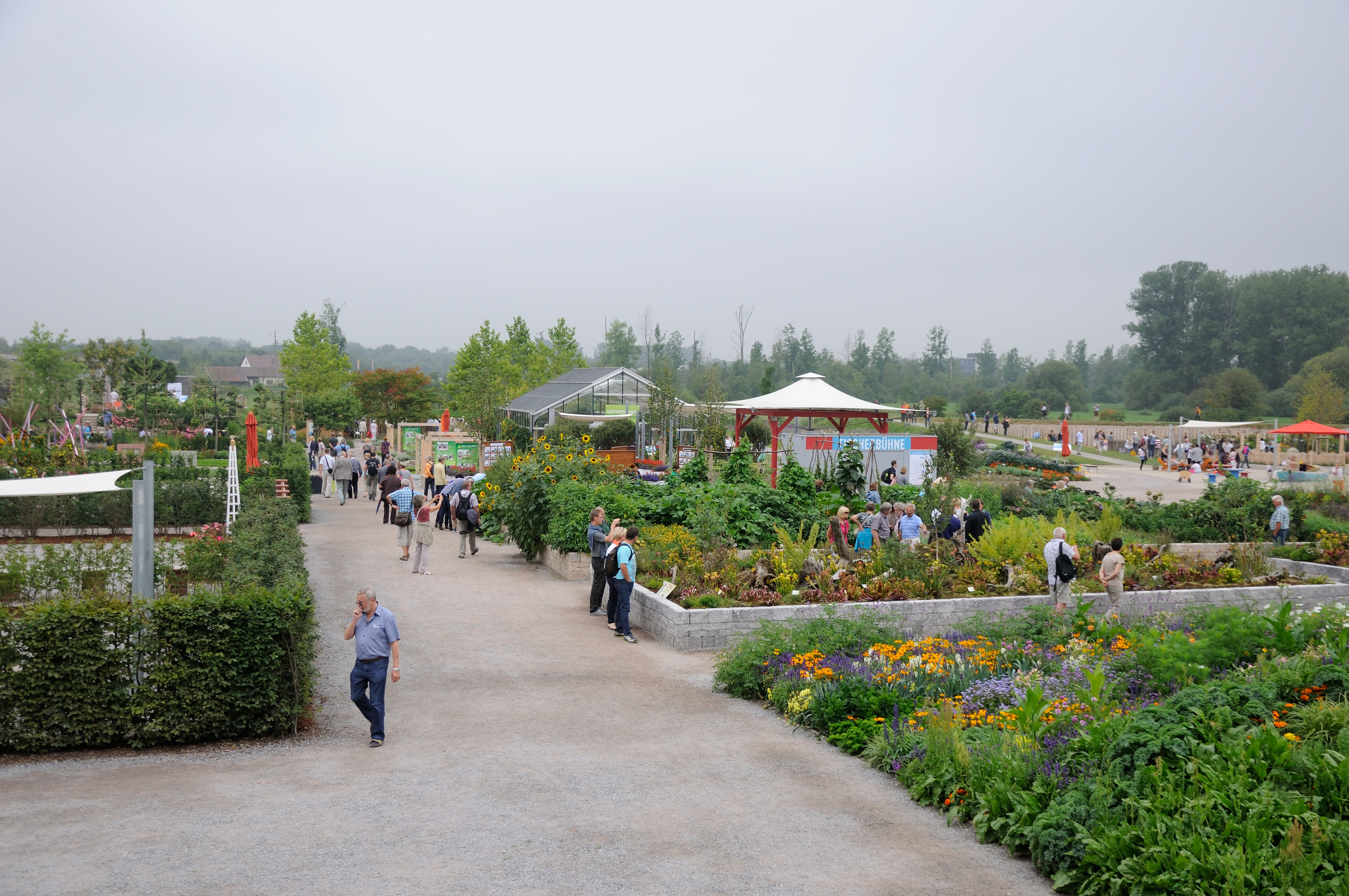
Fischergärten

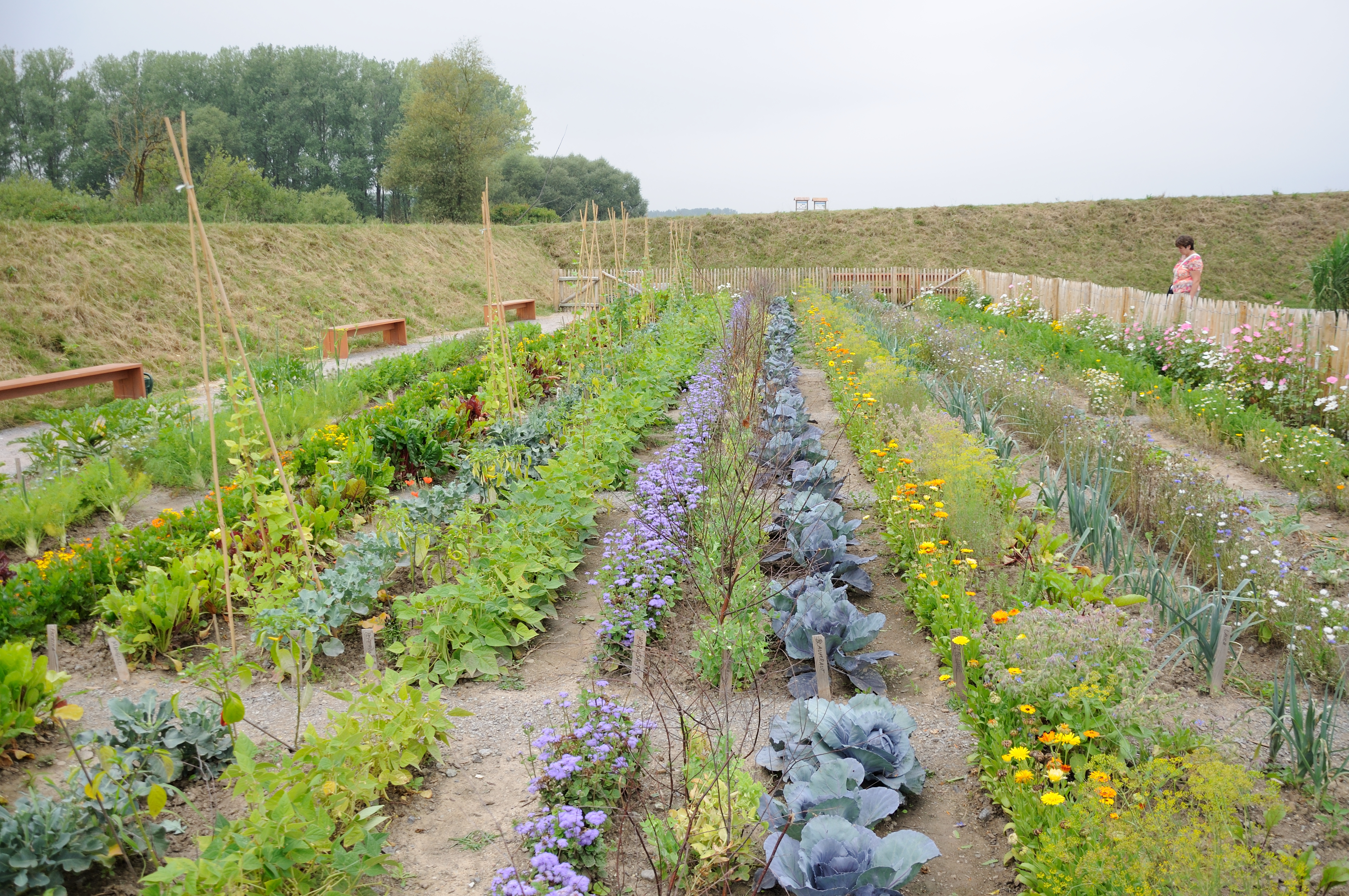
Gemüsebeete in den Fischergärten

### Stadthallenpark

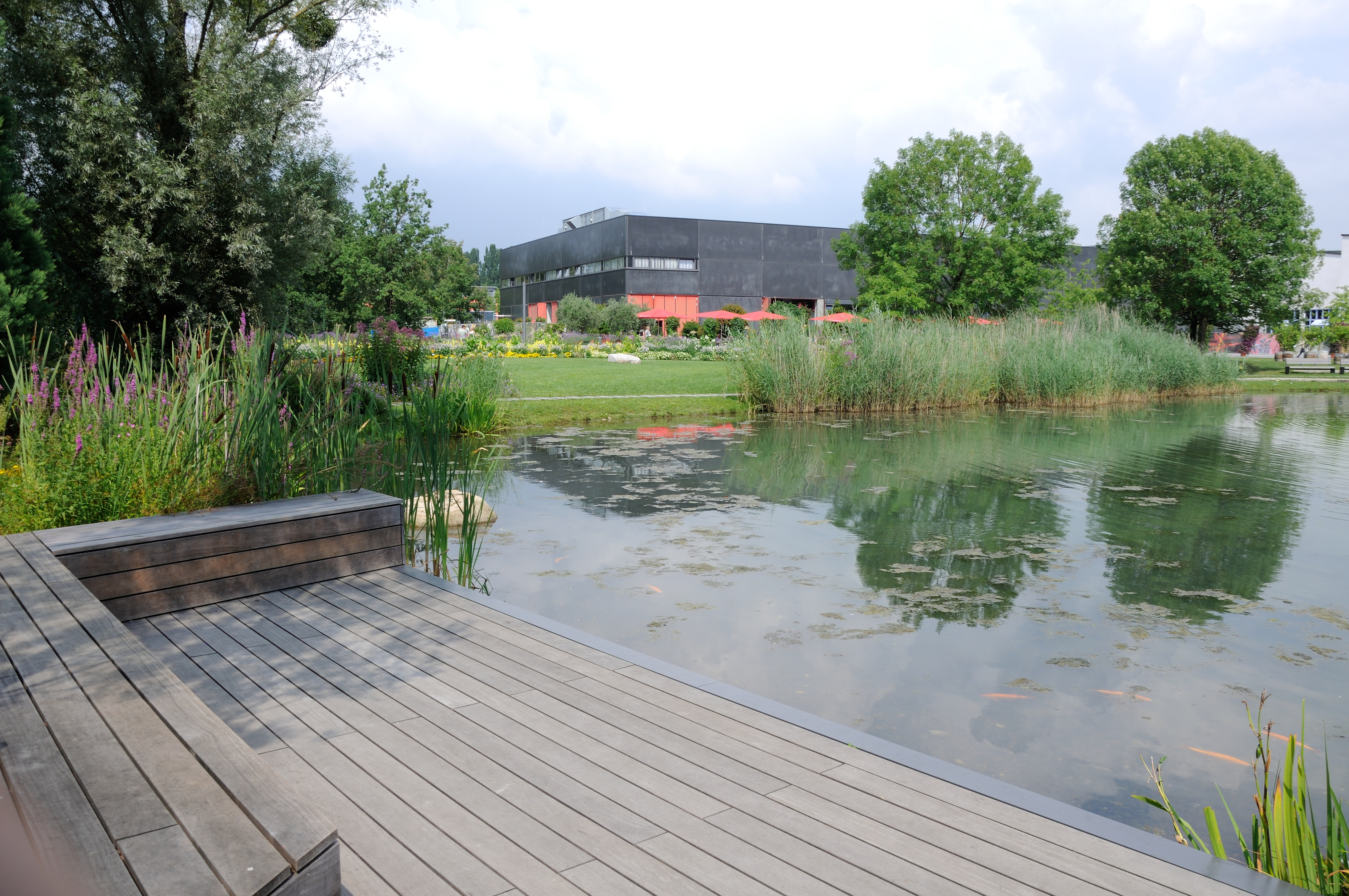
Stadthallenpark

Der neue Stadthallenpark bildet das Bindeglied zwischen der Stadt Deggendorf und der Donau. Zwischen den klaren Raumkanten der Stadthalle, der Fachhochschule und des Hotels wurde er als städtischer Park in Anlehnung an seine bisherige Funktion gestaltet. Eine großzügige Terrasse vor der Stadthalle markiert den Eingangsbereich von der Stadt in die neuen Parkbereiche an der Donau. Der Stadthallenpark wurde mit einer intensiven Uferbepflanzung am Teich, einem das Ufer begleitenden Pfad und einem kleinen Holzsteg aufgewertet.

### Donaupark
Der neue Donaupark Ost zeichnet sich als eigenständiger, landschaftlicher Uferpark zwischen der Werft und dem Campingplatz ab. Er befindet sich direkt vor dem Deich. Mit verschiedenen Maßnahmen, wie den Plätzen und Stufen an der Anlegestelle, den Terrassen an der Bogenbachmündung und der Schaffung eines Stadtstrandes, wurde die Donau in den Park einbezogen und erlebbar gemacht. Die Donaupromenade bildet die zentrale Erschließungsachse des Donauparks. Städtebauliches Ziel war die Errichtung der Promenade in direkter Verlängerung der Edlmairstraße als grüner Zubringer von der Stadt zur Donau.
Die Aufweitung des Bogenbachs mit den terrassenartigen Nutzflächen und ein Strandbereich westlich der Autobahn ermöglichen besondere Aufenthaltserlebnisse am Wasser. Mit dem Weidenversteck wurde ein Spielplatz in einer naturnahen Landschaft errichtet. Ein kleiner Platz markiert die Wegeverbindung zu den Deichgärten.

### Donaudeich und Deichgärten

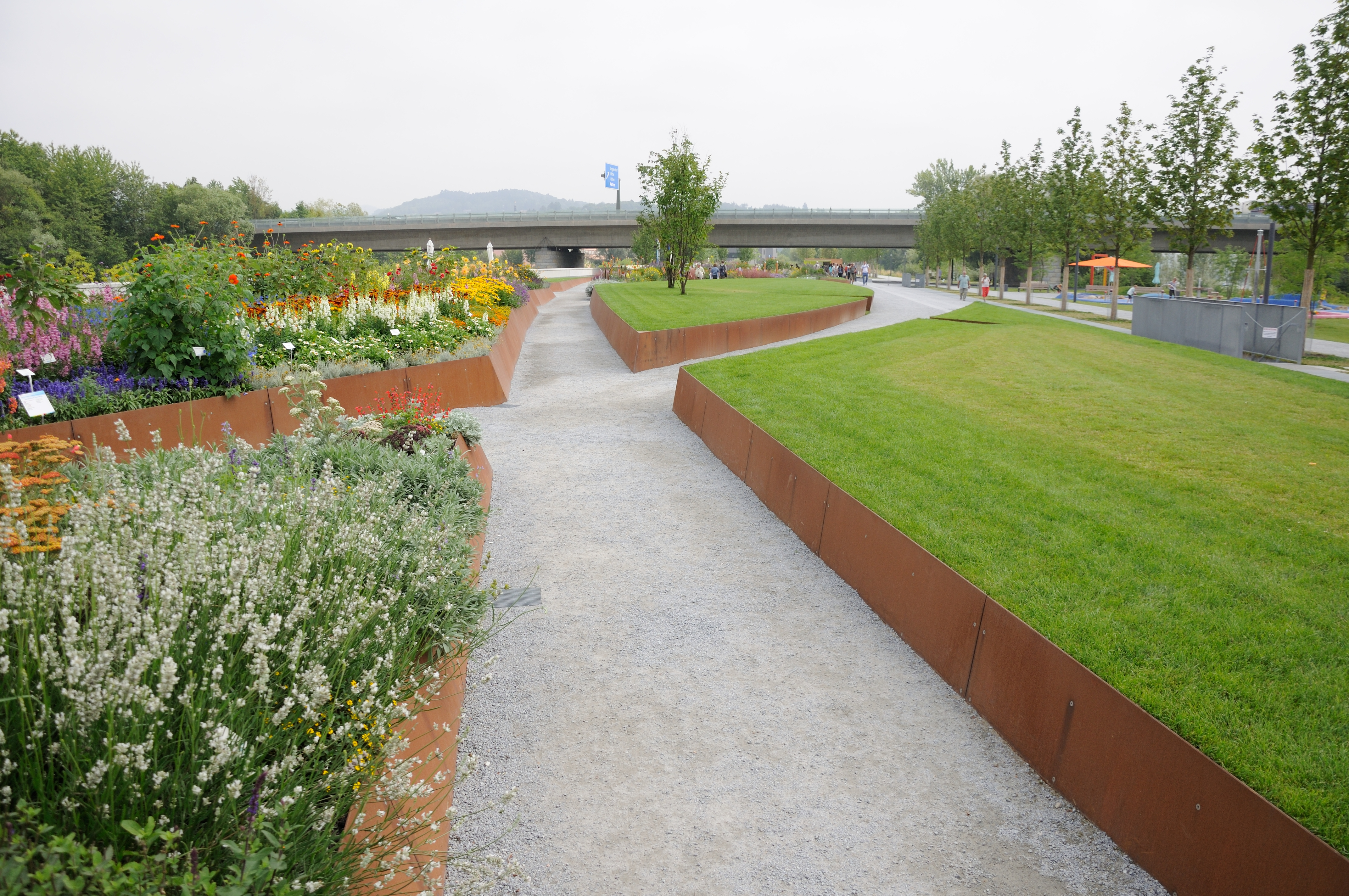
Deichgärten

Der neue Donaudeich auf dem linken, städtischen Donauufer mit der darauf verlaufenden Deichpromenade ist künftige Haupterschließungsachse für den Fußgänger- und Radwegeverkehr in Ost-West-Richtung und ein wirkungsstarkes städtebauliches Ordnungsmittel. Über eine Länge von ca. 1,7 Kilometer erstreckt sich der neue Deich in gerader Linie von der Edlmairstraße bis zum Ausbauende der Deichrückverlegung im Nordwesten und bildet den Abschluss der Innenstadt hin zur Donau.
Die Deichgärten bzw. die Deichpromenade erschließen das Gelände in Verlängerung der Fachhochschule als urbanes Glied und stellen mit einer intensiven Bepflanzung das zentrale Element der städtebaulichen und landschaftsräumlichen Erneuerung dar. In Form eines Gartenbandes bedecken die Deichgärten als Artefakt das neue Parkdeck südlich der Ackerloh.
Die Deichgärten variieren in der Höhe zwischen 0–90 cm und sind mit Cortenstahl gefasst. Zum Teil sind die Flächen begehbar und als Rast- und Spielbereiche zu nutzen. Die Bepflanzung variiert zwischen Rasen, intensiver Begrünung unterschiedlicher Themen (Stauden, Wechselflor, Gräser) und Kleinbäumen oder Großsträuchern mit Unterpflanzung. Partiell werden Großbäume gepflanzt.

### Deichkrone
Die Deichkrone ist gemäß dem städtebaulichen Konzept in den westlichen und östlichen Anschlussbereichen mit einer Baumreihe versehen. Diese Baumreihe wird im Bereich der Deichgärten zwischen der Hauptwegeverbindung und den Gärten weitergeführt und kennzeichnet eine ca. 9,7 m breite Zone, die zum Flanieren einlädt. Der Bereich zwischen Deichpromenade und Deichgärten erhielt am östlichen Ende eine Aufweitung entsprechend dem Verlauf des Parkdecks. Hier sind Spiel- und Sportangebote in unterschiedlichen Räumen geplant, die durch einen Baumhain gegliedert werden, der an die Baumreihe der Deichpromenade anschließt. Gegenüber der großen Freitreppe ist eine Terrasse mit Blick auf die Donau geplant, die über großzügige Trittplattenflächen von der Deichpromenade aus erschlossen wird. Östlich der Terrasse findet sich zwischen Bäumen das „Donauspiel“, das die Deichgärten hinsichtlich der Nutzungen ergänzt.

### Donauspiel entlang der Deichgärten
Zwischen der Deichpromenade und dem Gleisbogen erstreckt sich das Donauspiel, ein großzügiger Spielbereich, der neben besonderen Spielereignissen thematisch die Anrainerstaaten der Donau präsentiert und kulturelle Besonderheiten zur Schau stellt.
Ein geschwungenes, blaues Band aus elastischem Kunststoff (EPDM) bildet das zentrale Element und symbolisiert die Donau, den zweitlängsten Fluss unseres Kontinents. Das Band ist in variierenden Höhen, Neigungen und Ausdehnungen in das Geländeniveau eingelassen und bildet einen Parcours zum Rennen, Tollen, Springen und Sitzen. Dabei wird vor allem das interaktive, gemeinsame Spiel gefördert und mit dem Wasserspielplatz ein besonderes Highlight angeboten.

## Die begleitenden Maßnahmen
Mit der Landesgartenschau konnten schon seit langer Zeit bestehende städtebauliche Ziele wie ein weiterer Donauübergang für Fußgänger und Radfahrer, die Aufwertung des städtischen Donauufers, eine vernünftige und attraktive Führung von Fußgänger und Radfahrern – vor allem auch touristisch bedeutsamer Fernradwege – auf dem Donaudeich sowie die Verbesserung des Parkplatzangebots in der Ackerloh umgesetzt werden. Mit dem Donaupark erhielt Deggendorf ein zentrales Naherholungsgebiet am Wasser.

### Fußgänger- und Radwegbrücke

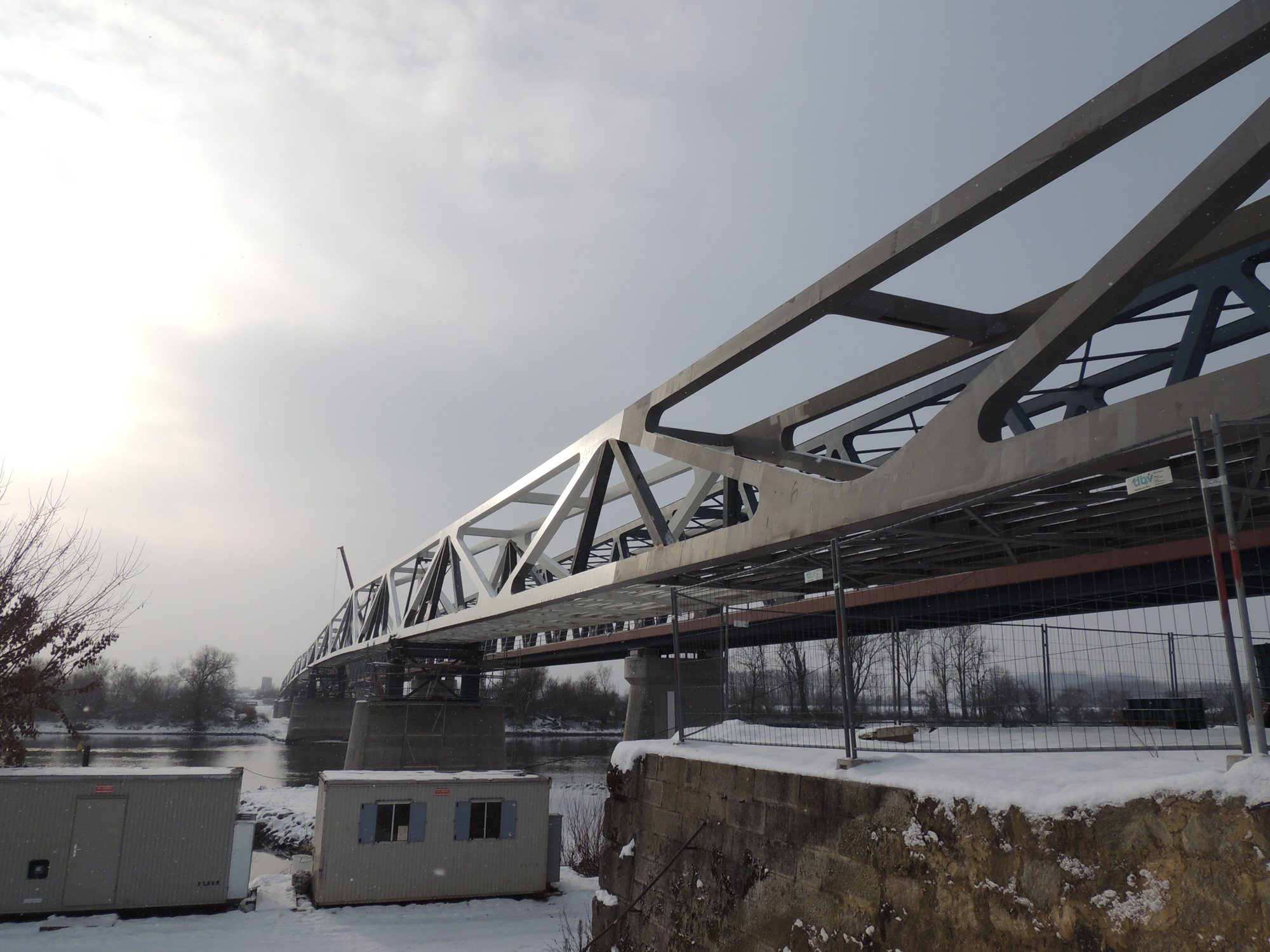
Die 450 Meter lange Brücke ist eine der längsten Fußgänger- und Radbrücken Europas und wurde eigens für die Landesgartenschau Deggendorf erbaut.

Unter dem Motto „Brückenschlag Donau – Ufer verbinden, Grenzen überwinden“ wird die Innenstadt über Parkbereiche mit der Donau und der neuen Fuß- und Radwegbrücke zum gegenüberliegenden Donauufer verbunden. Bisher konnten Fußgänger und Radfahrer die Donau nur über die viel befahrene Maximilianstraße passieren. Um das Stadtgebiet weiter zu vernetzen, entstand auf der Trasse der alten Eisenbahnbrücke diese neue Verbindung. Damit rücken die Stadtteile Fischerdorf und Natternberg näher an die Stadt und auch Gäuboden und Bayerischer Wald wachsen stärker zusammen. Mit 456 Metern ist die neue Geh- und Radwegbrücke über die Donau eine der längsten in Europa.
Es handelt sich um ein bis zu 8,50 Meter hohes und 4 Meter breites Sechs-Feld-Bauwerk mit bis zu 106 Metern Stützweite. 840 Tonnen Konstruktionsstahl und 1500 Kubikmeter Beton wurden verbaut, außerdem 380 Meter Pfähle gebohrt. Dazu kamen 14 Kilometer Lärchenholzbohlen für den Belag, der so verlegt wurde, dass es keiner Entwässerung bedarf.

### Parkdeck
Das Parkdeck erstreckt sich von Südosten nach Nordwesten längs der Donau und lehnt sich zum Fluss hin an die Böschung des Deichs an. Das Parkhaus ist also von der Donau aus nicht sichtbar und verschwindet im Geländeprofil des Deiches. Es beherbergt 437 Stellplätze für PKW, von denen sechs behindertengerecht ausgeführt sind. Die farbige, eingeschossige Fassade nach Norden hin zur Stadt ist durch leichte Knicke in drei Abschnitte gegliedert. Ein zusätzliches städtebauliches Gliederungselement ist eine großzügige Freitreppe, die von der Ackerloh zu den Deichgärten hinaufführt.

## Kosten
Für die Landesgartenschau Deggendorf 2014 (inklusive der begleitenden Stadtsanierungsmaßnahmen Schaching) fielen bisher für die Herstellung neuer Grün- und Erholungsflächen insgesamt Kosten von rund 11 Millionen Euro an, davon 7,6 Millionen Euro für das Kerngelände der Landesgartenschau. Die Stadt Deggendorf trägt davon 3,9 Millionen Euro. Dieser Kostenanteil ist durch verschiedene Fördergelder möglich. Diese setzen sich aus rund 3,6 Millionen Euro aus dem Gartenschau-Förderprogramm (Förderung von Wanderwegen und deren Beschilderung, von Unterkunftshäusern und von Gartenschauen) des Bayerischen Staatsministeriums für Umwelt und Gesundheit, 1,9 Millionen Euro aus Mitteln der Europäischen Union und 1,6 Millionen Euro aus der Städtebauförderung zusammen.
Bis 2014 investierte die Stadt Deggendorf in eigene städtebauliche Maßnahmen, insbesondere in die Projekte Parkdeck, Fuß- und Radwegbrücke, sowie in den Grunderwerb weitere 24 Millionen Euro. Auch diese Investitionen werden etwa zur Hälfte aus Mitteln der Städtebauförderung refinanziert. Für die Durchführung der Donaugartenschau belaufen sich die Kosten auf rund 7,9 Millionen Euro. Der Großteil davon soll durch Eintrittsgelder, Pachten, Sponsoren und Spenden aufgefangen werden. Der Stadt blieben am Ende insgesamt etwa 1,3 Millionen Euro Zuzahlung.

## Kalendarium
- 16. April 2007: Zuschlag zur Ausrichtung der Landesgartenschau Deggendorf 2014
- 25. Juni 2007: Stadtratsbeschluss zur Durchführung der Landesgartenschau 2014 auf Grundlage der Vergabebedingungen der Gesellschaft zur Förderung der bayerischen Landesgartenschauen mbH
- 31. Oktober 2007: Gründung der Gesellschaft
- 31. Oktober 2007: Abschluss des Vertrages zur Vorbereitung und Durchführung der Landesgartenschau 2014
- 22. November 2007: Konstituierende Aufsichtsratssitzung
- 15./16. Oktober 2008: Tagung des Preisgerichts und Entscheidung über den 1. Preis
- 12. Februar 2009: Auftaktveranstaltung zur Bürgerbeteiligung
- 2010: Intensive Planungsphase mit allen Beteiligten, Abgrenzung der Förderbereiche, Kostenberechnungen, Einreichung des Förderantrags
- 2011: Erster Spatenstich, Baubeginn der dauerhaften Maßnahmen, Planung der temporären Ausstellungsbeiträge
- 2012: Planung des kulturellen Programms und der „Schule im Grünen“
- 2013: Abschluss aller investiven Maßnahmen, Bau der temporären Ausstellungsbeiträge, Ausschreibung der Gastronomie, Pflege und Bewachung, Schulung der Gästeführer, Baustellenfest
- 25. April 2014: Eröffnung Landesgartenschau Deggendorf 2014 durch den bayerischen Umweltminister Marcel Huber
- 7. Juli 2014: Besuch des Bundespräsidenten Joachim Gauck auf der Landesgartenschau Deggendorf[2]
- 5. Oktober 2014: Abschluss mit der bayerischen Umweltministerin Ulrike Scharf nach insgesamt 164 Öffnungstagen mit 805.000 Besuchern mit Weitergabe der Landesgartenschaufahne durch Deggendorfs OberbürgermeisterChristian Moser an Bayreuths Oberbürgermeisterin Brigitte Merk-Erbe für die bayerische Landesgartenschau Bayreuth 2016.[1][3]